# Prix Goya des meilleurs effets spéciaux

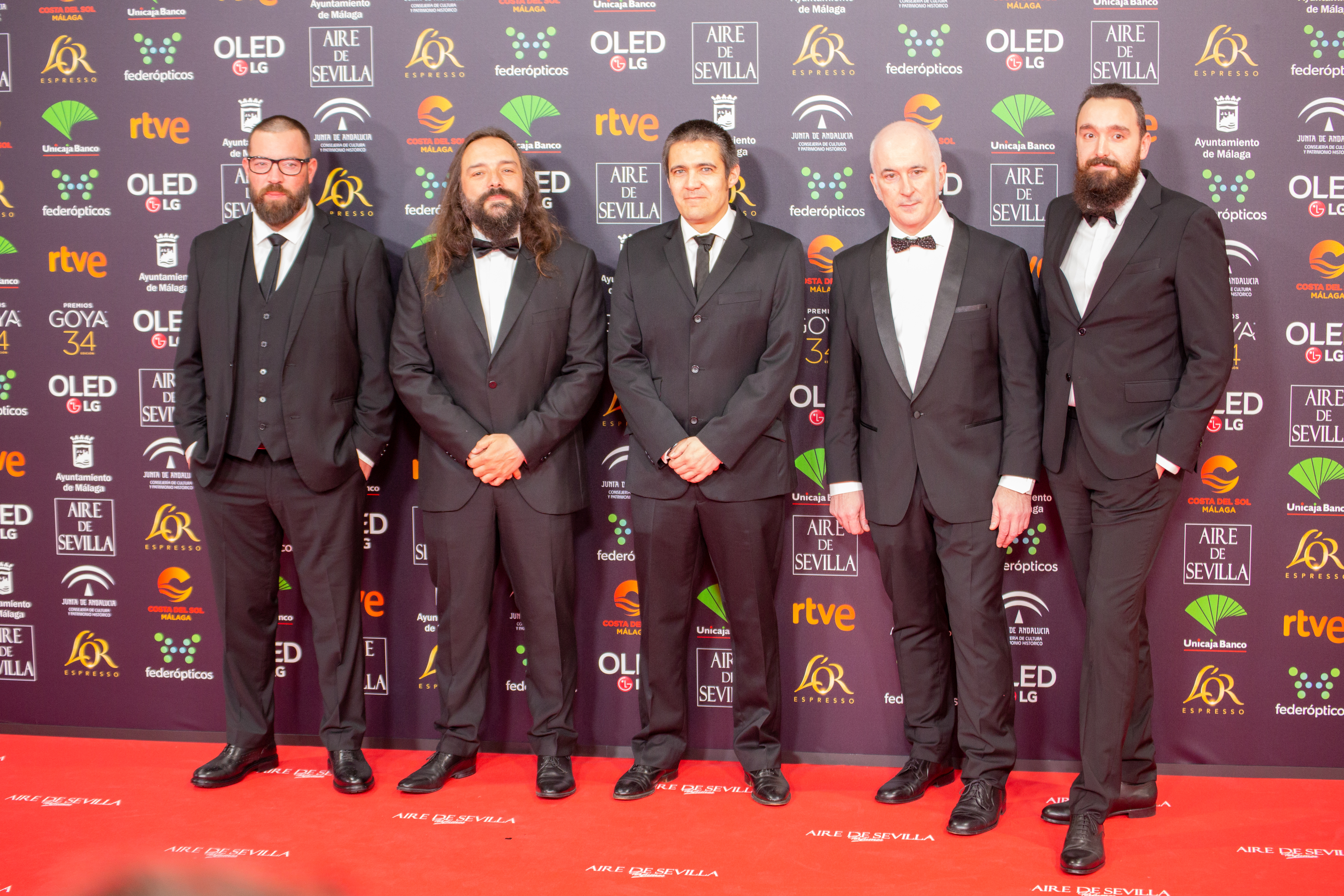
Nommés au Premio Goya des meilleurs effets spéciaux, en 2020 : Jon Serrano, David Heras, Juanma Nogales, Iñaki Madiaraga, Mario Campoy

Le prix Goya des meilleurs effets spéciaux (Premio Goya a los mejores efectos especiales) est une récompense décernée depuis 1988 par l'Academia de las artes y las ciencias cinematográficas de España au cours de la cérémonie annuelle des Goyas.

## Palmarès

### Années 1980
- 1988 : Angustia
- 1989 : Mutations (Slugs, muerte viscosa)

### Années 1990
- 1990 : La Grieta
- 1991 : ¡Ay, Carmela!
- 1992 : Beltenebros
- 1993 : Action mutante (Acción mutante)
- 1994 : La madre muerta
- 1995 : Días contados
- 1996 : Le Jour de la bête (El Día de la bestia)
- 1997 : Tierra
- 1998 : Airbag
- 1999 : El milagro de P. Tinto

### Années 2000
- 2000 : Nadie conoce a nadie
- 2001 : Mes chers voisins (La Comunidad)
- 2002 : Buñuel et la Table du Roi Salomon (Buñuel y la mesa del rey Salomón)
- 2003 : 800 Balles (800 balas)
- 2004 : La gran aventura de Mortadelo y Filemón
- 2005 : El Lobo
- 2006 : Fragile (Frágiles)
- 2007 : Le Labyrinthe de Pan (El Laberinto del fauno)
- 2008 : L'Orphelinat (El Orfanato)
- 2009 : Mortadelo y Filemón. Misión: salvar la Tierra

### Années 2010
- 2010 : Agora
- 2011 : Balada triste (Balada triste de trompeta)
- 2012 : Eva
- 2013 : The Impossible
- 2014 : Les Sorcières de Zugarramurdi (Las brujas de Zugarramurdi)
- 2015 : El Niño
- 2016 : Anacleto, agente secreto
- 2017 : Quelques minutes après minuit
- 2018 : Ander Sistiaga pour Handia
- 2019 : Lluís Rivera et Laura Pedro pour Superlópez

### Années 2020
- 2020 : Mario Campoy et Iñaki Madariaga pour La Plateforme (El hoyo)
- 2021 : Mariano García Marty et Ana Rubio pour Les Sorcières d'Akelarre (Akelarre)
- 2022 : Pau Costa et Laura Pedro pour Braquage final
- 2023 : Esther Ballesteros et Ana Rubio pour Prison 77 (Modelo 77)
- 2024 : Pau Costa, Félix Bergés et Laura Pedro pour Le Cercle des neiges (La sociedad de la nieve)
- 2025 : El 47